# Фосс, Клавдий Александрович
Клавдий Александрович Фосс (1898, Вильна — 11 ноября 1991, Мюнхен) — участник Белого движения на Юге России, капитан Дроздовского артиллерийского дивизиона. Руководитель канцелярии Русского общевоинского союза (1924—1927), затем «Внутренней линии» РОВС (1927—1945). Помощник коменданта Николаева (1943—1944).

## Биография

### Ранние годы
Родился в 1898 году. Потомственный дворянин Киевской губернии.
Образование получил в Виленской 2-й гимназии, где одним из его одноклассников был Борис Солоневич.

### Гражданская война
После революции служил во ВСЮР и Русской Армии Врангеля в Дроздовской артиллерийской бригаде в чине капитана. Участвовал в походе «Яссы-Дон». Эвакуировался из Крыма в Галлиполи, затем обосновался в Болгарии. С 1920 года входит в РОВС и становится руководителем канцелярии.

### Служба в Болгарии
С 1925 по 1941 год служил в болгарском Военном министерстве, был награждён несколькими орденами, числился майором запаса. Служил делопроизводителем III отдела РОВС, вместе с А. А. Браунером являлся связным полковника А. А. Зайцова. Будучи глубоко верующим человеком, монархистом, Фосс ненавидел большевиков и был сторонником радикальных методов антисоветской борьбы. Он организовал тайную организацию «Долг Родине», устроенную по аналогии с «Национальным союзом террористов» Кутепова, и вербовал туда белых офицеров. Затем, по инициативе генерала А. П. Кутепова, под руководством генералов Ф. Ф. Абрамова и П. Н. Шатилова, Фосс вместе с штабс-капитаном Н. Д. Закржевским на основе своей тайной организации создал «Внутреннюю линию» — контрразведку РОВС. Организация начала работать в 1927 году.

### Внутренняя линия РОВС
Во время расследования обстоятельств похищения председателя РОВС, генерал-лейтенанта Е. К. Миллера, Клавдий Фосс был заподозрен в связях с генерал-майором Н. Скоблиным, оказавшимся советским агентом. Специальная комиссия, возглавляемая генералом А. М. Драгомировым рассматривала это дело, генерал И. Г. Эрдели побывал в Софии, где тщательно изучил деятельность Фосса. В результате расследования выяснилось, что Фосс невиновен, однако он был отстранён от работы в разведке III отдела РОВС. Самым громким из дел, в которых принимал участие Фосс, было разоблачение советского агента, Николая Абрамова, сына Ф. Ф. Абрамова.
Своеобразным признанием заслуг Фосса в деле борьбы с международным коммунизмом можно считать обвинение в открытом письме Сталину бывшего полпреда СССР в Болгарии Фёдора Раскольникова. Раскольников, заочно приговорённый 17 июня 1939 года Верховным судом СССР к расстрелу, писал в Париже на страницах «Новой России» от 1 октября 1939 года, обращаясь к Иосифу Сталину:
«Пользуясь тем, что вы никому не доверяете, настоящие агенты гестапо и японской разведки с успехом ловят рыбу в мутной, взбаламученной вами воде, в изобилии подбрасывают вам ложные документы, порочащие самых лучших, талантливых и честных людей.
В созданной вами гнилой атмосфере подозрительности, взаимного недоверия, всеобщего сыска и всемогущества Наркомвнудела, которому вы отдали на растерзание Красную армию и всю страну, любому перехваченному «документу» верят или притворяются, что верят — как неоспоримому доказательству.
Подсовывая агентам Ежова фальшивые документы, компрометирующие честных работников миссии, «Внутренняя линия» РОВСа в лице капитана Фосса добилась разгрома нашего полномочного представительства в Болгарии от шофёра М. И. Казакова до военного атташе полковника В. Т. Сухорукова»
Фёдор Раскольников
Кроме того, Фосс являлся резидентом созданной в 1938 году немецкой Кригсорганизацион Болгария («Бюро доктора Делиуса»).

### Участие во Второй мировой войне
В 1941 году, через неделю после начала Великой Отечественной войны Фосс с группой из двадцати человек, прошедших подготовку на военных курсах при III отделе РОВС (для которых Фосс обеспечивал финансирование) отправился в Румынию. Вскоре из Бухареста группа Фосса, к которой присоединился С. С. Аксаков, отправилась в Россию, где в задачи группы входила организация администрации на оккупированных территориях.
В дальнейшем Фосс сотрудничал с Абвернебештелле «Юг Украины», Морской разведкомандой по Черному и Азовскому морям, АО-3 и Абверштелле «Крым». Во время войны члены НТС написали на Фосса донос в Гестапо, его арестовали, когда он находился уже в России, и доставили в Берлин. Оттуда был направлен запрос полковнику Г. Костову, начальнику разведслужбы Генерального Штаба Болгарии. После ответа Костова Фосс был освобождён. Он был не только возвращён на прежнюю службу, но и был повышен в должности. С 1943 по 1944 год Помощник коменданта города Николаева. После его освобождения, капитан Фосс в очередной раз попал в поле зрения советской контрразведки. В директиве НКВД СССР № 136 об активизации агентурно-оперативной работы по пресечению подрывной деятельности зарубежной антисоветской организации НТСНП от 19 марта 1943 года отмечалось:
«Начальник разведки «Русского общевоинского союза» (РОВС), бывший капитан Дроздовского полка Фосс Клавдий Александрович назначен немцами помощником коменданта г. Николаева на Украине и за особые заслуги перед оккупантами награждён Железным крестом. Назначением в г. Николаев Фосса немцы преследуют цель создания на оккупированной территории Советского Союза опорного пункта для заброски своей агентуры из числа белоэмигрантов в наш тыл и сколачивания различных антисоветских формирований. Фосс располагает для этого значительными кадрами, а также имеет многочисленные родственные связи на советской территории. Вместе с Фоссом на Украину прибыли члены РОВС Громов, Станчулов Леонид, Гаврилиус Александр Иванович и Закржевский. Готовились к выезду в города Одессу и Николаев полковники Павлов и Романов.

О практической деятельности группы Фосса на оккупированной территории нам известно, что в период обороны г. Одессы эти лица проводили вербовку и переброску агентуры из числа военнопленных в городе для проведения разложенческой работы и осуществления диверсионно-террористических актов. Одновременно Фосс интересовался настроениями советской молодежи, наличием среди неё антисоветских организаций и групп.»
Директива НКВД СССР №136 «Об активации агентурно-оперативной работы по пресечению подрывной деятельность зарубежной антисоветской организации НТСНП» от 19 марта 1943 года
Имел звание зондерфюрер (К) (соответствовол: Hauptmann, Rittmeister (ОФ2)). Во время войны, капитан Фосс принимал участие в охране ставки Гитлера, а также, по информации его подчиненного по «Внутренней линии» Буткова, принимал участие в налаживании охранной службы ставки Адольфа Гитлера в Виннице, за что был награждён Железным крестом. Неоднократно встречался с главой КОНР Андреем Власовым.

### После войны

К. А. Фосс в 1950 году. Фото из личного дела "Ди-Пи".

После окончания войны избежал выдачи СССР, перебрался в Кемптен (американская оккупационная зона) под фамилией «Александров». Позже переехал в город Мюнхен, где открыл «Строительную контору», являвшуюся, по данным советской разведки, прикрытием пункта вербовки кадров для нужд ЦРУ. В Советском Союзе, разыскивался КГБ СССР за «антисоветскую деятельность».

### Смерть
Скончался 11 ноября 1991 года в деревушке Тутцинге близ Мюнхена.

## Личная жизнь
Фосс знал болгарский, немецкий, английский, французский языки и общался с представителями иностранных разведок без переводчика. На него было проведено более десяти покушений, и он был вынужден передвигаться под охраной двух телохранителей.

## Награды
Во время Второй мировой войны в 1943 году Клавдий Фосс был награждён Железным Крестом второго класса «за особые заслуги перед Великогерманским Рейхом».